# Skorenovac, Banatul de Sud
Skorenovac (citit în română Scorenovaț) (în maghiară Székelykeve, în germană Skorenowatz) este un sat situat în partea de nord-est a Serbiei, în Voivodina. Aparține administrativ de comuna Cuvin. La recensământul din 2002 localitatea avea 2574 locuitori. Majoritatea locuitorilor (86,71% din populație) sunt secui din Bucovina. Primele construcții au apărut aici în anul 1883 ca urmare a inundațiilor produse pe Dunăre. Skorenovac este cea mai sudică localitate din Serbia cu populație majoritar maghiarofonă.

## Istoric
Între anii 1859 și 1886 pe teritoriul situat între localitatea Banatski Brestovac și Dunăre a existat satul Đurđevo (în maghiară Gyurgyova-Rádayfalva). După colonizarea inițială cu familii maghiare ce proveneau din localitățile Banatsko Novo Selo (maghiară Újfalu), Jermenovci (maghiară Ürményháza), Banatski Dvor (maghiară Szőlősudvarnok), precum și din Sándorfalva, în anul 1883 se stabilesc aici 645 familii de secui, în total aproximativ 2.000 de persoane.
Mai târziu, în anul 1886, populația acestui sat a fost strămutată în localitățile Skorenovac și Ivanovo. Motivul acestei mișcări de populație a fost amenințarea constantă a Dunării, care prin indundațiile sale producea daune terenurilor arabile și punea în pericol viețile locuitorilor.
Satul Skorenovac a fost fondat în anul 1886 în timpul împăratului Franz Joseph al Austriei și făcea parte din Comitatul Torontal, inclus în regatul maghiar. În anul 1912 aparține administrativ de Comitatul Timiș. În anul 1888 în Skorenovac erau 506 de case apoi, în 1912, localitatea avea 685 de case.
Majoritatea coloniștilor inițiali erau secui din Bucovina, la care se adaugă familii germane din Plandište și Pločica, precum și bulgari din Dudeștii Vechi.
Secuii bucovineni proveneau din Țibeni (maghiară Istensegíts), Iacobești (maghiară Fogadjisten), Dornești (maghiară Hadikfalva), Vornicenii Mari (maghiară Józseffalva) și Măneuți (maghiară Andrásfalva). Originea secuilor bucovineni stabiliți în Skorenovac, Ivanovo și Vojlovica este harghiteană (provin din satul Siculeni), numit în maghiară Madéfalva.